# Pestana

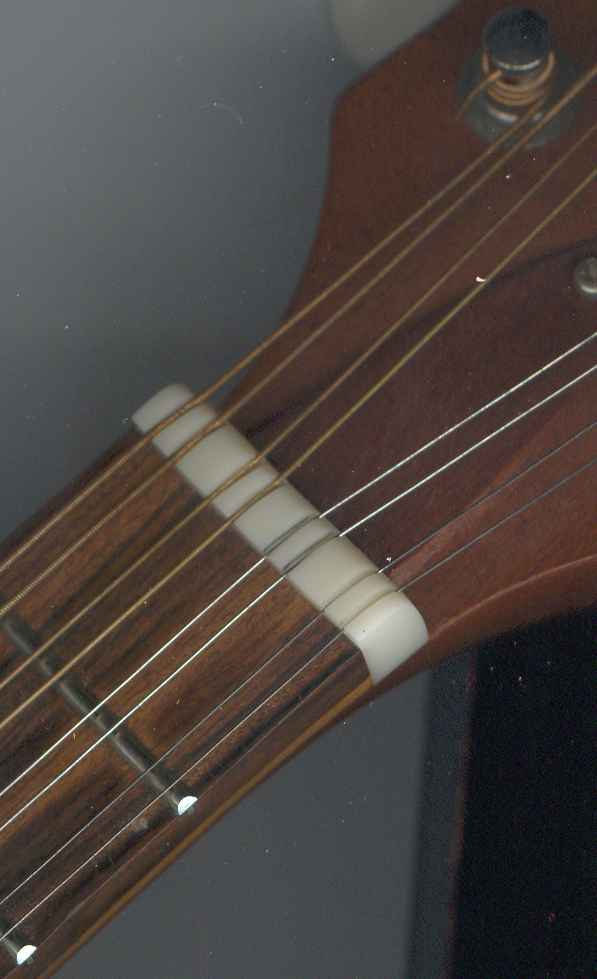
Pestana (peça de cor branca, sob as cordas) de um bandolim.

Em música, a pestana é o ponto de junção do cravelhal e do espelho nos instrumentos de cordas. Também é uma técnica de execução, um modo de tocar, muito comum no violão e guitarra, onde o dedo indicador pressiona mais de uma corda do instrumento na mesma casa.